# Glanshorens
Glanshorens (Eulimidae) zijn een familie van slakken.

## Kenmerken
De slakken en hun huisjes zijn klein en worden niet groter dan twee tot dertig millimeter. De slakken zijn te herkennen aan hun meestal slanke, kegelvormige huisjes, soms ook opgeblazen tot kogel- en bolvormig, met vaak naar opzij neigende, (kromme) topwindingen.
De huisjes hebben in de regel een glad oppervlak, dat sterk glanst. De kleur van het huisje is meestal wit, soms ook bruinachtig gevlekt of gebandeerd op een geelachtige achtergrond. De vertegenwoordigers van de geslachten Niso en Microstilifer hebben een navel. Alle grotere soorten bezitten een operculum.

## Leefwijze
Alle soorten leven parasitair op stekelhuidigen, zoals zeekomkommers en zeesterren.

## Taxonomie
- Acrochalix Bouchet & Warén, 1986
- Amamibalcis Kuroda & Habe, 1950
- Annulobalcis Habe, 1965
- Apicalia A. Adams, 1862
- Arcuella G. Nevill & H. Nevill, 1874
- Asterolamia Warén, 1980
- Asterophila Randall & Heath, 1912
- Auriculigerina Dautzenberg, 1925
- Bacula H. Adams & A. Adams, 1863
- Batheulima F. Nordsieck, 1968
- Bathycrinicola Bouchet & Warén, 1986
- Bulimeulima Bouchet & Warén, 1986
- Campylorhaphion Bouchet & Warén, 1986
- Chileutomia Tate & Cossman, 1898
- Clypeastericola Warén, 1994
- Concavibalcis Warén, 1980
- Costaclis Bartsch, 1947
- Crinolamia Bouchet & Warén, 1979
- Crinophtheiros Bouchet & Warén, 1986
- Curveulima Laseron, 1955
- Diacolax Mandahl-Barth, 1946
- Echineulima Lützen & Nielsen, 1975
- Echiuroidicola Warén, 1980
- Enteroxenos Bonnevie, 1902
- Entocolax Voigt, 1888
- Entoconcha J. Muller, 1852
- Ersilia Monterosato, 1872
- Eulima Risso, 1826
- Eulimetta Warén, 1992
- Eulimostraca Bartsch, 1917
- Eulitoma Laseron, 1955
- Fuscapex Warén, 1981
- Fusceulima Laseron, 1955
- Gasterosiphon Koehler & Vaney, 1905
- Goodingia Lützen, 1972
- Goriella Moolenbeek, 2008
- Goubinia Dautzenberg, 1923
- Haliella Monterosato, 1878
- Halielloides Bouchet & Warén, 1986
- Hebeulima Laseron, 1955
- Hemiaclis G.O. Sars, 1878
- Hemiliostraca Pilsbry, 1917
- Hoenselaaria Moolenbeek, 2009
- Hoplopteron P. Fischer, 1876
- Hypermastus Pilsbry, 1899
- Margineulima Cossmann, 1888
- Megadenus Rosén, 1910
- Melanella Bowdich, 1822
- Menon Hedley, 1900
- Microeulima Waren, 1992
- Molpadicola Grusov, 1957
- Monogamus Lützen, 1976
- Mucronalia A. Adams, 1860
- Nanobalcis Waren & Mifsud, 1990
- Niso Risso, 1826
- Oceanida de Folin, 1870
- Ophieulima Warén & Sibuet, 1981
- Ophioarachnicola Warén, 1980
- Ophiolamia Warén & Carney, 1981
- Paedophoropus Ivanov, 1933
- Palisadia Laseron, 1956
- Paramegadenus Humphreys & Lützen, 1972
- Parastilbe Cossmann, 1900
- Parvioris Warén, 1981
- Peasistilifer Warén, 1980
- Pelseneeria Koehler & Vaney, 1908
- Pictobalcis Laseron, 1955
- Pisolamia Bouchet & Lützen, 1976
- Polygireulima Sacco, 1892
- Prostilifer Warén, 1980
- Pseudosabinella McLean, 1995
- Pulicicochlea Ponder & Gooding, 1978
- Punctifera Warén, 1981
- Pyramidelloides Nevill, 1884
- Rectilabrum Bouchet & Warén, 1986
- Robillardia E.A. Smith, 1889
- Sabinella Monterosato, 1890
- Scalaribalcis Warén, 1980
- Scalenostoma Deshayes, 1863
- Selma A. Adams, 1863
- Severnsia Geiger, 2016[1]
- Sticteulima Laseron, 1955
- Stilapex Iredale, 1925
- Stilifer Broderip [in Broderip & Sowerby], 1832
- Subniso McLean, 2000
- Thaleia Waren, 1979
- Thyca H. Adams & A. Adams, 1854
- Thyonicola Mandahl-Barth, 1941
- Trochostilifer Warén, 1980
- Tropiometricola Warén, 1981
- Turveria Berry, 1956
- Umbilibalcis Bouchet & Waren, 1986
- Vitreobalcis Warén, 1980
- Vitreolina Monterosato, 1884